# Bradley Wiggins
Bradley Wiggins (n. 28 aprilie 1980, Gent, Flandra, Belgia) este un fost ciclist britanic. Acesta a concurat la ciclism pe velodrom, dar și la ciclism rutier ulterior devenind și câștigător în Turul Franței în 2012. Este medaliat la ambele discipline, fiind multiplu campion olimpic și mondial. 

## Viața personală
Wiggins s-a născut în Belgia, din tată australian și mamă britanică. Tatăl sau, Gary Wiggins, locuia în Belgia unde era ciclist profesionist. Bradley Wiggins a fost crescut și educat în Anglia, el părăsind Belgia alături de mama sa la vârsta de doi ani.